# Hemiphaga novaeseelandiae
Il piccione di Nuova Zelanda o piccione della Nuova Zelanda (Hemiphaga novaeseelandiae J. F. Gmelin, 1789) è un uccello endemico della Nuova Zelanda. Presso i Māori è noto come Kererū in quasi tutto il Paese, ma come Kūkupa e Kūkū in alcune zone dell'Isola del Nord, in particolare nel Northland. Nel Paese d'origine esso è noto volgarmente come Wood Pigeon, «colombaccio», ma non ha nulla a che vedere con il vero colombaccio (Columba palumbus), che appartiene a un genere diverso.
Il piccione di Nuova Zelanda appartiene alla famiglia dei Columbidi e alla sottofamiglia dei Rafini, presente in Asia sud-orientale, Malesia, Africa e Nuova Zelanda. I membri di questa sottofamiglia si nutrono prevalentemente di frutta, in particolare di drupe. I piccioni di Nuova Zelanda appartengono al genere Hemiphaga (Bonaparte, 1854), endemico dell'arcipelago della Nuova Zelanda e dell'isola di Norfolk. Tuttavia, recentemente un osso di Hemiphaga è stato rinvenuto nell'isola di Raoul. Il piccione delle Chatham (Hemiphaga chathamensis) veniva tradizionalmente considerato una sottospecie del Kererū, ma attualmente è considerato una specie a parte.

## Descrizione

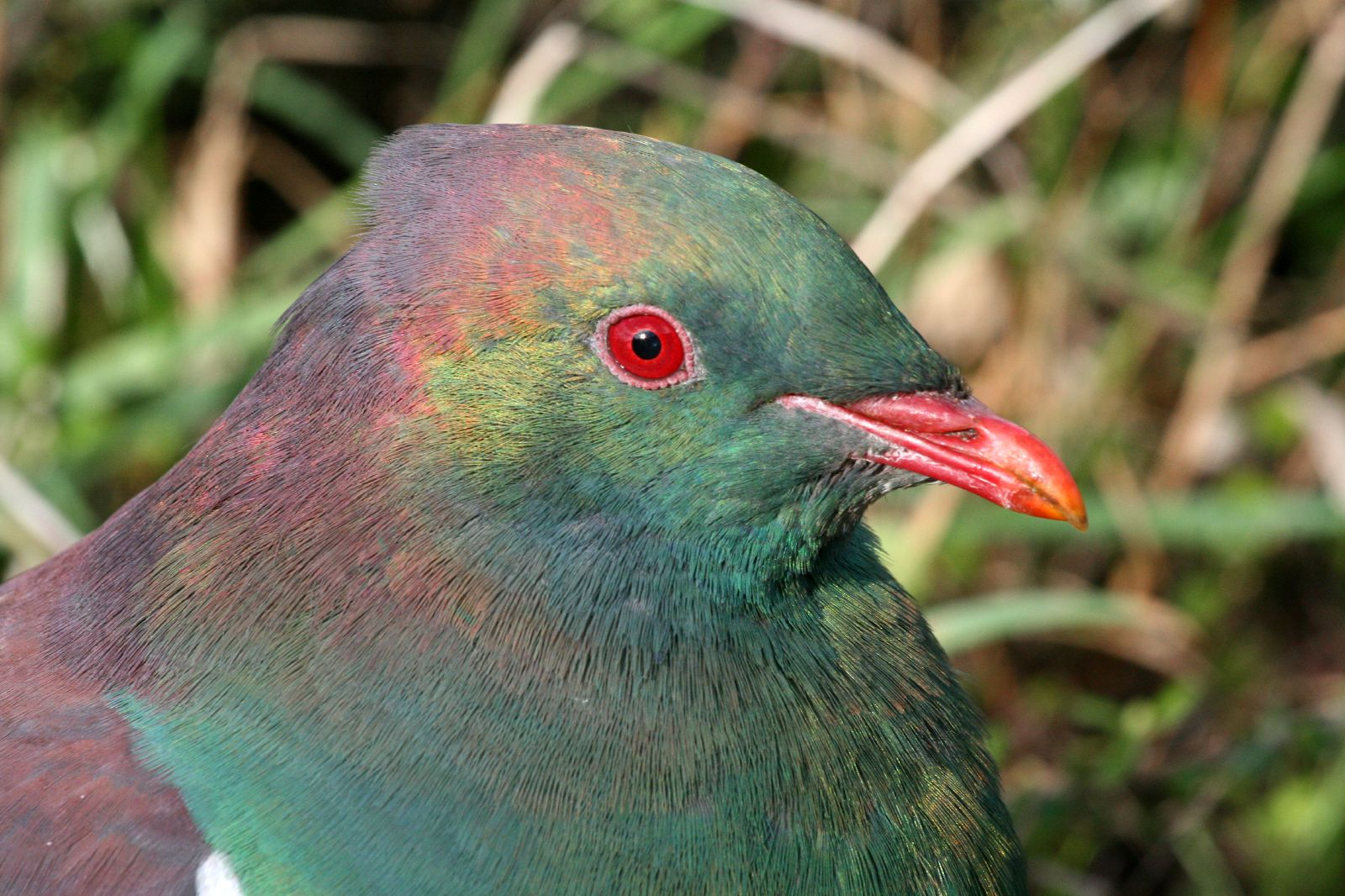
I colori iridescenti delle piume della testa (isola di Kapiti).

Il piccione di Nuova Zelanda è un grosso piccione frugivoro arboricolo del peso di 550-850 g diffuso nelle foreste dal Northland all'isola di Stewart/Rakiura, dove si incontra dalla costa alle zone montuose. La sua morfologia è quella di un piccione tipico, con testa relativamente piccola, becco diritto con cera morbida alla base e piume debolmente collegate all'epidermide. Presenta anche gli aspetti tipici del comportamento dei piccioni, tra i quali l'ingestione di acqua per suzione, l'atteggiamento di minaccia ad ali aperte, con le quali cerca di sferrare colpi all'aggressore, il volo con picchiata in planata, e il corteggiamento con i caratteristici inchini e rigonfiamenti del petto ritualizzati. I piccioni di Nuova Zelanda costruiscono nidi piccoli e rudimentali fatti di ramoscelli e nutrono i nidiacei con il latte del gozzo.
Il piccione di Nuova Zelanda misura al massimo 51 cm di lunghezza e 650 g di peso, mentre quello delle Chatham raggiunge i 55 cm di lunghezza e gli 800 g. Testa, gola e ali sono generalmente di colore verde-viola lucente, con riflessi bronzei. Il petto è bianco e il becco rosso con la punta più o meno arancione. Zampe ed occhi sono rossi. I giovani hanno una colorazione simile, anche se più chiara, becco, occhi e zampe dai toni più scialbi e coda più corta.
Il piccione di Nuova Zelanda emette ogni tanto una serie di coo (dai quali derivano i suoi nomi onomatopeici), e quando vola le sue ali emettono un «fruscio» molto caratteristico. Anche lo stile di volo è peculiare. Gli uccelli spesso salgono lentamente verso l'alto prima di tuffarsi in ripide discese paraboliche; si ritiene che questo comportamento sia spesso associato alla nidificazione, o al suo fallimento.

## Tassonomia
Vi sono due sottospecie di piccione di Nuova Zelanda; di queste, ne sopravvive solamente una: H. n. novaeseelandiae J. F. Gmelin, 1789 delle isole principali della Nuova Zelanda. L'altra sottospecie, il piccione di Norfolk, H. n. spadicea (Latham, 1801), dell'isola di Norfolk, è scomparsa. Essa differiva per la colorazione del piumaggio e per alcuni aspetti morfologici.
In passato veniva considerata una sottospecie di H. novaeseelandiae anche il piccione delle Chatham, delle isole omonime; tuttavia, nel 2001, è stato proposto di considerarlo una specie a parte, ritenendolo abbastanza distinto dall'altra forma. Al di fuori della Nuova Zelanda, comunque, la maggior parte degli autori continua a considerarla una semplice sottospecie.

## Biologia

### Alimentazione

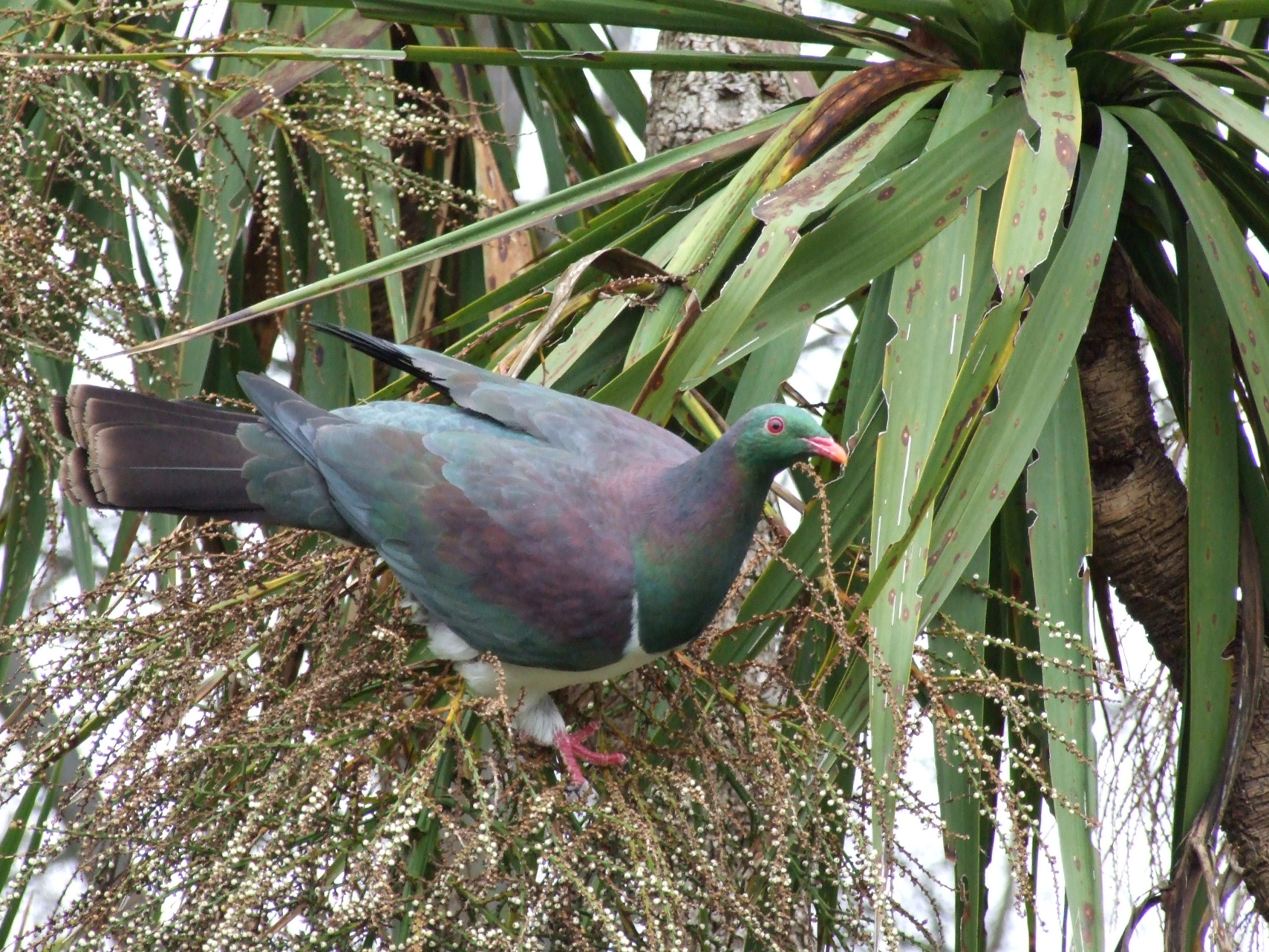
In passato i piccioni di Nuova Zelanda erano i maggiori dispersori dei semi di Cordyline australis. Si nutrono dei piccoli semi bianchi in autunno ed inverno.

I piccioni di Nuova Zelanda vengono generalmente ritenuti frugivori, dal momento che si nutrono principalmente dei frutti degli alberi nativi. Essi giocano un ruolo ecologico importante, dal momento che sono gli unici uccelli in grado di mangiare anche i frutti e le drupe più grandi (quelli dal diametro inferiore ad un centimetro), come quelli del taraire, diffondendone i semi rimasti intatti. Sebbene la frutta costituisca la maggior parte della sua dieta, il piccione di Nuova Zelanda mangia anche foglie e boccioli, in particolare foglie ricche di azoto durante la stagione della riproduzione.
Tra le loro foglie preferite figurano quelle di una pianta introdotta dagli europei, il comune susino. La dieta varia da una stagione all'altra in seguito alla disponibilità dei frutti, e le foglie possono costituire la parte integrante della dieta in alcuni periodi dell'anno, come quando i frutti sono particolarmente scarsi.

### Riproduzione
La nidificazione generalmente dipende dalla disponibilità di frutti maturi, che varia da una stagione all'altra, da un anno all'altro (buone e cattive annate) e da un luogo all'altro. I piccioni di Nuova Zelanda, come altri piccioni frugivori, si nutrono di molte specie con affinità tropicali, comprese Lauracee ed Arecacee, che abbondano nelle foreste essenzialmente subtropicali della Nuova Zelanda settentrionale. Si nutrono anche di specie di podocarpo, ritenute forme relitti della flora del Gondwana, come il miro (Prumnopitys ferruginea) e il kahikatea (Dacrycarpus dacrydioides). Nelle zone settentrionali più calde della Nuova Zelanda, i piccioni possono nidificare in ogni periodo dell'anno, tranne quando effettuano la muta tra marzo e maggio, data la quantità di cibo sempre disponibile. Più a sud crescono sempre meno specie di alberi subtropicali e in queste aree la nidificazione avviene generalmente tra ottobre (inizio della primavera) e aprile (tarda estate/inizio dell'autunno), sempre a seconda della disponibilità di frutta.
I piccioni di Nuova Zelanda nidificano sugli alberi, deponendo un unico uovo, in un nido rudimentale fatto con pochi ramoscelli tenuti insieme. L'uovo viene covato per 28-29 giorni e il piccolo impiega altri 30-45 giorni per involare. Nelle stagioni in cui vi è grande abbondanza di frutta i piccioni possono riprodursi con successo anche quattro volte.

## Distribuzione e conservazione

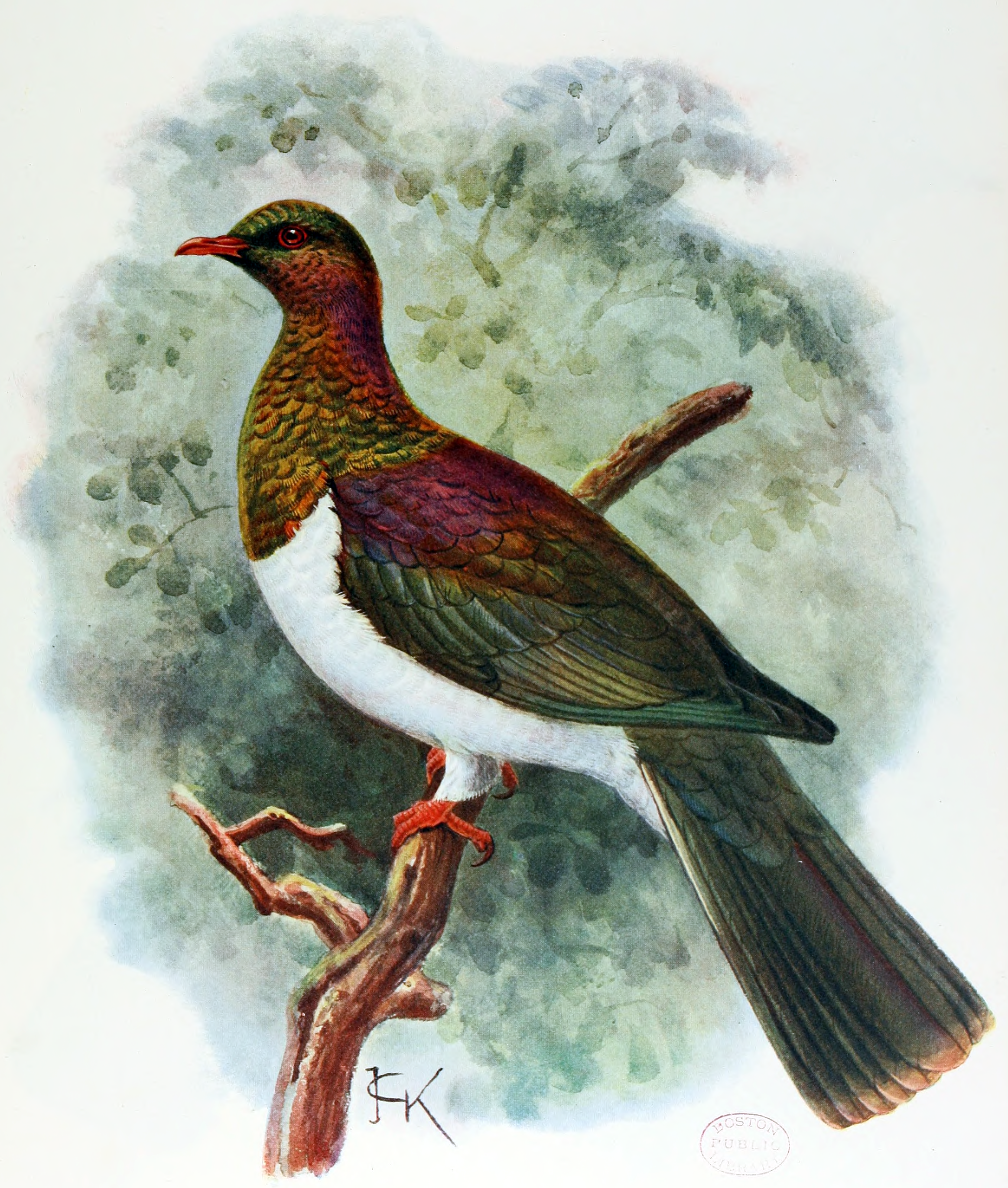
Lo scomparso piccione di Norfolk (H. n. spadicea).

La popolazione di piccioni di Nuova Zelanda è diminuita considerevolmente dopo l'arrivo degli esseri umani in Nuova Zelanda, e questo andamento continua tuttora, specialmente nell'Isola del Nord, ma essi sono ancora relativamente comuni nelle zone occidentali dell'Isola del Sud e lungo le coste dell'Otago. Si incontrano prevalentemente nelle foreste originarie di Lauracee (soprattutto in quelle di pianura), nelle boscaglie e in giardini e parchi rurali o urbani.
L'introduzione da parte dell'uomo del tricosuro comune (Trichosurus vulpecula) australiano e di alcune specie di ratti — in particolare del ratto nero (Rattus rattus), ma anche del kiore o ratto polinesiano (Rattus exulans) e del ratto delle chiaviche (Rattus norvegicus) — ha provocato una grave riduzione della quantità di frutta disponibile per i piccioni e per altri uccelli nativi; inoltre questi animali predano uova e nidiacei.
I piccioni sono anche minacciati dalla caccia, dal degrado dell'habitat e dal basso successo riproduttivo. Essi erano molto numerosi fino agli anni '60 del XIX secolo e stormi numerosissimi erano soliti radunarsi sugli alberi da frutto per nutrirsi. Le prime restrizioni alla caccia risalgono addirittura al 1864, e la loro protezione totale al 1921, ma controlli efficaci non sono mai stati effettuati. Inoltre alcuni Māori protestarono, sostenendo che la caccia al piccione era un loro diritto tradizionale.
L'uccello gode ancora di protezione totale, malgrado le proteste dei cacciatori che vorrebbero vederne nuovamente consentito l'abbattimento.